# Pangasius elongatus
Pangasius elongatus là một loài cá da trơn nước ngọt trong họ Pangasiidae thuộc bộ cá da trơn Siluriformes phân bố ở châu Á (hạ lưu sông Chao Phraya Bangpakong và lưu vực sông Mekong ở vùng Đông Nam Á), chúng được ghi nhận là có ở Việt Nam.

## Đặc điểm
Chiểu dài tối đa của cá thì riêng con đực và vô tính cố thể đài 28,2 cm. Gai ngạnh lưng: 2 - 2; vây tia mềm ở lưng. Cơ thể có hình thon dài, mũi ngắn, đuồỉ dài, mắt lớn. Môi trường sống của chúng là nước ngọt và nước lợ và thuộc ùng khí hậu nhiệt đới. Loài cá này ăn tạp, chủ yếu là ăn những sinh vật dưới đáy sông nhự động vật thân mềm và loài giáp xác. Vào mùa mưa, chúng có thể ăn thêm trái cây và những vật nhỏ khác.